# 82号美国国道
82号美国国道（英語：U.S. Route 82）是一条东西方向的美国国道。该公路连接了佐治亚州格林县和新墨西哥州奥特罗县，全长1,609英里。